# Nesopetalium garambanum
Nesopetalium garambanum is een keversoort uit de familie klopkevers (Anobiidae). De wetenschappelijke naam van de soort is voor het eerst geldig gepubliceerd in 1967 door Español.